# My Way. Berlusconi si racconta a Friedman
My Way. Berlusconi si racconta a Friedman è la prima biografia autorizzata dell'imprenditore e politico italiano Silvio Berlusconi, scritta dal giornalista e scrittore statunitense Alan Friedman e pubblicata in Italia da Rizzoli l'8 ottobre 2015, tradotta da Massimo Birattari. L'edizione originale inglese è stata pubblicata il 20 ottobre negli Stati Uniti da Hachette Books e nel Regno Unito da Biteback Publishing, quella francese è stata pubblicata il 14 ottobre da Michel Lafon.

## Struttura
Il libro, di 400 pagine, è costituito da 13 capitoli preceduti da due sezioni introduttive:
- Nota dell'Autore
- Prologo

1. Seduttore nato
2. Il ragazzo tycoon
3. L'imperatore della tv
4. Il diavolo in corpo: il Milan dei sogni
5. 1994
6. America primo amore
7. Uno zar per amico
8. Ah, le donne!
9. Imputato
10. Gheddafi: il grande errore dell'Occidente
11. Intrigo internazionale
12. Colpevole!
13. «Me ne andrò dopo aver vinto un'altra volta»

- Ringraziamenti
- Indice dei nomi

Inoltre è "diviso" a metà da un inserto di 12 pagine che raccolgono 36 fotografie, le quali mostrano Berlusconi da quando era bambino fino al G20 tenuto a Cannes il 3 e 4 novembre 2011 (due settimane dopo il quale seguiranno le sue dimissioni dal quarto incarico come Presidente del Consiglio).
Sul retro della copertina è riportata un'unica frase:
(Silvio Berlusconi)

## Nascita del libro
(Silvio Berlusconi)
Come spiegato da Friedman nella sezione Nota dell'Autore, è stato il suo editore italiano Rizzoli a proporgli, agli inizi del 2014, di convincere Berlusconi a raccontargli la storia della sua vita. Friedman si è recato da lui per la prima volta il 12 marzo ma senza grandi speranze. Gli ha spiegato che si sarebbe dovuto solo rendere disponibile per una serie di interviste videoregistrate, fino alla fine dell'estate 2015, ma che sul libro non avrebbe poi avuto alcun potere di veto o di controllo. Inoltre gli ha chiesto il permesso di accedere liberamente al suo archivio. Berlusconi ha accettato tali condizioni e l'accordo si è concluso con una stretta di mano e questo scambio di parole:
Berlusconi: «Mi fido di lei: so che racconterà la mia storia in un modo imparziale e onesto»
Friedman: «Non sarà un'agiografia. Non scriverò la storia di un santo o di una vittima, non le sarò ostile ma non le farò nessun favore, nessuno sconto. Scriverò in modo equilibrato la storia di una vita straordinaria, così come la vedo io; ma lei risponderà alle mie domande su ogni capitolo della sua storia, e tutto sarà registrato»
Da allora Berlusconi si è dunque lasciato intervistare per oltre 28 ore, videoregistrate in vista della produzione di opere anche audiovisive. A queste 28 ore si sono aggiunte anche oltre centinaia di altre interviste e conversazioni rilasciate nel corso di 18 mesi. Il libro è stato tradotto in 13 lingue e pubblicato in 30 paesi.

## Il contenuto
La vita di Berlusconi è raccontata proprio sotto forma di interviste, che si sono svolte per la maggior parte nella sua villa di Arcore. Non c'è aspetto che venga trascurato: l'infanzia, i genitori, la sua vita scolastica, le prime manifestazioni delle sue doti da intrattenitore, da leader e da imprenditore, gli amici e collaboratori, i matrimoni e i divorzi, gli anni dell'edilizia, la nascita dell'impero televisivo ed editoriale, l'amore per il Milan, gli eventi che lo hanno portato ad impegnarsi in politica, il rapporto con i leader europei ed internazionali, i processi, gli scandali, l'immagine che i media hanno creato su di lui, la sentenza di condanna del 1º agosto 2013 per frode fiscale, la sua determinazione a volersene andare alle sue condizioni e con i suoi tempi. Non a caso il titolo del 13º ed ultimo capitolo riporta la frase che in silenzio ha scritto su un block-notes in risposta ad una domanda che gli è stata fatta (pag. 364).

## Il documentario
La Leone Film Group, fondata da Sergio Leone, ha acquisito il 50% dei diritti del libro per realizzare un documentario ed eventualmente anche una serie televisiva romanzata. Il documentario, intitolato My Way - Doc Berlusconi, diretto da Antongiulio Panizzi, è stato distribuito nel 2016 su Prime Video.

## Edizioni
- Alan Friedman, My Way. Berlusconi si racconta a Friedman, Milano, Rizzoli, 8 ottobre 2015, ISBN 978-88-17-08388-1